# Кокорин, Алексей Олегович
Алексе́й Оле́гович Коко́рин (род. 24 октября 1958, Москва) — российский климатолог, руководитель программы «Климат и энергетика» Всемирного фонда дикой природы.

## Биография
Алексей Олегович Кокорин родился 24 октября 1958 года в Москве. В 1975 году после окончания Второй физико-математической школы Москвы поступил на отделение геофизики физического факультета МГУ им. М. В. Ломоносова, которое окончил в 1981 году.
В 1984 году окончил аспирантуру и защитил диссертацию на соискание ученой степени кандидата физико-математических наук по специальности «Геофизика». Диссертация была посвящена исследованию процессов газообмена СО2 через границу вода-воздух при различных гидродинамических режимах.
В 1984 году работал в Байкальской экологической экспедиции Росгидромета. В том же году пришел на работу в Лабораторию мониторинга природной среды и климата Институт глобального климата и экологии Росгидромета и РАН (в 1991 году преобразована в Институт глобального климата и экологии — ИГКЭ) на должность младшего научного сотрудника. В 1987 году получил должность старшего (в том же году присвоено ученое звание старшего научного сотрудника), а в 1993 году — ведущего научного сотрудника. До 1992 года выполнял работы по математическому моделированию физико-химических процессов в атмосфере.
Участвовал в разработке внутренней и международной систем учёта парниковых газов и экономические механизмы в соответствии с Киотским протоколом к Рамочной конвенции ООН. С 1993 года по настоящее время — активный участник переговорного процесса по Рамочной Конвенции ООН об изменении климата (на Конференции ООН по окружающей среде и развитию от имени Российской Федерации была подписана 12 июня 1992 года): до 2000 года — как член официальной делегации России, с 2000 года — как наблюдатель и член делегации WWF. Участвовал в работе Межправительственной группы экспертов по изменению климата, в том числе в подготовке её 4-го оценочного доклада, в 2007 году удостоенного Нобелевской премии мира.
С 1999 года по настоящее время работает во Всемирном фонде дикой природы (WWF России), является координатором программы «Климат и энергетика». Под его руководством успешно реализованы более 20 климатических проектов международных и национальных агентств сотрудничества, ведущих работы по проблеме изменения климата.
В 2007 году получил Нобелевскую премию мира в составе большой группы учёных из Межправительственной группы экспертов по изменению климата.
Автор более 200 научных и научно-популярных статей, книг и брошюр, посвященных теме изменения климата и климатической политике.

## Публикации

### Статьи
- Моделирование динамики СО2 в пресном водоеменом водоеме // Водные ресурсы. — 1984. — № 2. — С. 132—135. — ISSN 0321-0596 (в соавт. с В. В. Алексеевым и А. А. Георгиевым).
- Моделирование глобального круговорота ДДТ // Метеорология и гидрология. — 1987. — № 2. — С. 37—45. — ISSN 0130-2906 (в соавт. с А. Х. Остромогильским и М. И. Афанасьевым).
- Вымывание загрязняющих веществ из атмосферы // Метеорология и гидрология. — 1988. — № 10. — С. 66 (в соавт. с В. В. Алексеевым и С. И. Зайцевым).
- Поступление загрязняющих веществ из атмосферы с осадками в Южном Прибайкалье // Метеорология и гидрология. — 1991. — № 1. — С. 48—54 (в соавт. с С. В. Политовым).
- Поглощение СО2 лесами России // Метеорология и гидрология. — 1993. — № 1. — С. 5—14 (в соавт. с Р. Т. Карабань, И. М. Назаровым и А. З. Швиденко).
- Оценка влияния потепления климата и роста потока фотосинтетически активной радиации на бореальные леса // Метеорология и гидрология. — 1994. — № 5. — С. 44—54 (в соавт. с И. М. Назаровым).
- В защиту Киотского протокола // Известия РАН. Сер. географическая. — 2003. — № 3. — С. 108. — ISSN 0373-2444.
- Копенгагенское соглашение - новая парадигма решения климатической проблемы // Вопросы экономики. — 2010. — № 9. — С. 115—132. — ISSN 0042-8736 (в соавт. с С. Агибаловым).

- Physical model of the aquatic ecosystem (англ.) // Ecological Modelling. — 1984. — Vol. 25, no. 1—3. — P. 31—46. — ISSN 0304-3800 (collab. by V. V. Alekseev & M. Ya. Lyamin).
- The analysis of growth parameters of Russian boreal forests in warming, and its use in carbon budget model (англ.) // Ecological Modelling. — 1995. — Vol. 82, no. 2. — P. 139—150 (collab. by I. M. Nazarov).
- Influence of climate changes on carbon cycle in the Russian forests. Prognostic modeling of CO2 exchange with the atmosphere (англ.) // Physics and Chemistry of the Earth. — 1996. — Vol. 21, no. 3 spec. iss.. — P. 219—223. — ISSN 0079-1946 (collab. by A. L. Lelyakin & I. M. Nazarov).
- Vulnerability of Russian forests to climate changes. Model estimation of CO2 fluxes (англ.) // Climatic Change. — 1997. — Vol. 36, no. 1—2. — P. 123—133. — ISSN 0165-0009 (collab. by A. L. Lelyakin & I. M. Nazarov).

### Учебные пособия
- Кокорин А. О., Смирнова Е. В., Замолодчиков Д. Г. Изменение климата. Книга для учителей старших классов общеобразовательных учреждений. Вып. 1. Регионы севера европейской части России и Западной Сибири. — М.: Всемирный фонд дикой природы (WWF), 2013. — 220 с.

### Научно-популярные публикации
- От климатической теории к экономической практике. Как преодолеть экологический и климатический кризисы на планете // Экология и жизнь. — 2008. — № 2. — С. 50—51.
- Разговор о конце света и о том, что  «у природы нет плохой погоды» // Международная жизнь. — 2009. — № 6. — С. 41—46. — ISSN 0130-9625.
- Земля — не идеальная сфера // Международная жизнь. — 2013. — № 3. — С. 105—110.
- Земля оказалась плоской // Новая газета. — 2016. — № 41.